# Hybomitra sexfasciata
Hybomitra sexfasciata är en tvåvingeart som först beskrevs av James Stewart Hine 1923.  Hybomitra sexfasciata ingår i släktet Hybomitra och familjen bromsar. Enligt den svenska rödlistan är arten otillräckligt studerad i Sverige. Arten förekommer i Nedre Norrland och Övre Norrland. Artens livsmiljö är fjäll, våtmarker, sjöar och vattendrag. Inga underarter finns listade i Catalogue of Life.